# 小行星5169
小行星5169（5169 Duffell）是一颗绕太阳运转的小行星，为主小行星带小行星。该小行星于1986年9月6日发现。

## 轨道参数
小行星5169的轨道半长轴为2.2600321 UA，离心率为0.149。